# Face 2 fAKE

Face 2 fAKE（フェイス・トゥ・フェイク）は、1995年に作曲家、音楽プロデューサーのAchilles DamigosとOh!Beによって結成された日本国内初の音楽プロデューサー・ユニット。
1995年の活動開始から現在に至るまでの間、様々な方面で幅広い創作活動を行う。両者は 作曲家,編曲家,音楽プロデューサーとして、R＆B、ブラックミュージック、ロック、ポップ・ミュージック、ジャズ、 クラシック音楽、ダンス・ミュージック等、多種多彩な音楽をこなし、KinKi KidsやV6、SMAP等シングル・アルバム曲等の作曲をし、ヒット・ソング・メーカーとしての地位を築く。
2001年のテレビドラマ「できちゃった結婚」（フジテレビ系列）のサウンドトラックを担当した際、劇中挿入歌「Your eyes only 〜曖昧なぼくの輪郭〜」でEXILEを抜擢。彼らをデビューさせる切っ掛けを作ったばかりでなく、デビュー曲でいきなりヒットさせた事は高く評価された。
そのスキルは数々の楽曲をミュージックチャートのトップに入れてきたヒットソングメーカーとして広く知られ、2005年‾2010年まで日本テレビのオーディション番組「歌スタ!!」に辛口キャラの審査員としてレギュラー出演した。
サウンドトラックにおいては、ポップスで培われてきた印象的なメロディーラインに、重厚なシンフォニック・テイストと打ち込みによるエレクトロニック・サウンドが掛け合わせた、他者には真似できないメロディアスで壮大かつハイブリッドな次世代サウンドが特徴である。

## メンバー
- Achilles Damigos（アキレス ダミゴス）

アテネ生まれ。ギリシャとイタリアの血統を持つ父と日本人の母を持つ。ギリシャのアテネ生まれ、13才から独学でピアノを始め、オリジナル曲を作り同級生遠藤幹雄とバンド活動する傍、先輩や知人のバンドを幾つも掛け持ち音楽に没頭。
高校時代はレコーディング・スタジオでキーボードを弾くアルバイトしながら、本格的に音楽を勉強するため尚美学園大学（旧尚美学園短期大学）の作曲科へ入学。現代音楽を専攻し作/編曲法を学び、大学コンクールで作曲部門3等を受賞。NYで活躍するDJ GOMIと同期生。特に在学中には、音楽学者である田村和紀夫教授のもとで、音楽を歴史的・文化的観点から分析する姿勢を学んだ。この経験は、後年の作曲活動において音楽構造やジャンルの枠を超えた表現にも影響を与えているとされる。
共にセッションしていたベーシストMichael Mcglynnと Brand New Colorを結成。制作していたデモテープが音楽業界に渡り高く評価されたことを切っ掛けにSDオーディション合格を得て1987年CBS・ソニー(現SME)19歳でメジャー契約、プロ活動のために音楽大学を中退。初のオリジナルアルバムのレコーディングには笹路正徳､松本晃彦らを中心とした日本のトップ･クラスのスタジオ･ミュージシャンとセッションを行い、作/編曲家/キーボード・プレイヤーとしての道を切り開く。
　1990年から松田聖子や石田ひかり等のヒットシンガーに楽曲を提供。1991年、ヴァージン・ジャパンの第一弾アーティスト有近真澄を楽曲を多数手掛け、ロンドンのAIR STUDIOで初の海外レコーディングを経験。この時期からCM音楽の作曲を仕事も手掛ける一方、財津和夫や柳ジョージ等、数々の作/編曲を担当。1991年にジャマイカのレゲーユニットのスライ&ロビーとN.Yでレコーディング。
　その才能は矢野誠や元はっぴいえんどのギタリスト鈴木茂らにもかわれ、ベテラン・ミュージシャンらと共にスタジオ・ワークをこなす。1994年、原田芳雄の長男でギタリストの原田喧太のアルバム制作でL.Aに長期滞在、TOTOのマイク・ポーカロやレニーカストロらとレコーディング。翌年の1995年、筒美京平の弟子で作曲家のOh!Beとプロデュース・ユニッ ト「Face 2 fAKE」を結成。
　同年ハリウッド俳優ジョン・ローンの舞台音楽を手掛け、1996年にジャズのサックス・プレイヤー本多俊之のアルバム・プロデュースやコンサート・ツアーでキーボードとして参加。1997年、t-kimura率いるFavorite　Blueやm.o.v.eなどの編曲やリミックス、ライブ・ツアーではバンド・リーダーとして参加。TVドラマでは(日本テレビ系列)草彅剛主演フードファイト、 高橋克典主演FACE〜見知らぬ恋人〜などのサウンド・トラックを担当。中西圭三、trf、中村俊介等の編曲やリミックスも手掛けながら、徐々にFace 2 fAKEとしてのプロデューサー活動にシフトし今日に至る。
　質の高いスタジオワークで培われたフィーリングと、アカデミックで精密な音楽性の両極を持ち合わせ、Popsに留まらずClassicやジャズに至るまで、あらゆるジャンルに精通。そのスキル幅は広く、クロスオーバされた柔軟で個性的な音楽性を持つ。特に編曲の緻密さはグローバルなセンスを持ち合わせている。生楽器にも精通し、フル・オーケストレーション、スコアリング、コンダクトもこなす。

< 代表作品 >
アーティスト
- マリーン　(アルバム：Stylish）Streamline / 作曲
- 松田聖子 Listen ! / 作曲
- 石田ひかり ヴァレリーナ / 作曲・編曲
- 財津和夫 ハーモニー, ぼくがつくった愛のうた / 編曲
- KYOKO Sound Laboratory　 (アルバム：グリーンな風の中で)　ELECTRIC LOVE　孤独のobjet / 編曲
- Janne Da Arc   (アルバム：Mysterious) Arcdiffer / 編曲
- 浜本沙良 Distance / 作曲・編曲
- 柳ジョージ BAD GENERATION / 編曲
- KONTA（バービーボーイズ）  (アルバム：CITY HUNTER 91') May Be Rich / 編曲
- 石川よしひろ 　 (アルバム：WINGBEATS) / 編曲
- カルロストシキ 鷹橋敏輝　 (アルバム：Shake It Down ) / 編曲
- 山本リンダ　 (アルバム：Venus) / 編曲
- 真梨邑ケイ 　 (アルバム：Mucho Mucho) / 編曲
- 本多俊之  (アルバム：COOL JEWEL, SAX HOLIC） / サウンドプロデュース・編曲
- 原田喧太  (アルバム：Glorious Colors） / サウンドプロデュース
- 広石武彦　(UP BEAT)　 (アルバム：Private Tracks) / 編曲
- 中西圭三 さよならは言えない, ともだち / 編曲
- trf Frame / 編曲
- Jungle Smile / 2:05PM　雲の中の散歩 / サウンドプロデュース・編曲
- Favorite Blue / Let me go!, Sun & Star, Shake Me Up! / Remix-/ 編曲

TVドラマ・アニメ・ゲーム・サウンドトラック
- ファミコンジャンプ 英雄列伝　ゲーム
- 女神異聞録～ペルソナ アニメ[4]

- フードファイト ドラマ NTV[5]

- FACE〜見知らぬ恋人〜 ドラマ NTV

CM音楽
- ジュエリーツツミ・コダックパノラマ・丸井スパークリングセール・バドワイザー・ NTTポケベル・モービルワン・アサヒレーベンブ ロイ・クノールカップスープ・三菱グレオ・東芝アリーナ・ IBM Aqtiva・ビクターVideoテープ・ラフォーレグランバザール・マクド ナルド・資生堂EX・丸井ヤング館・ ファミリーマート・グンゼYG・サントリースモーキーズバー・ダイハツミラ・丸井フィールド・ マクセルフロッピーディスク・オリンパス・住友VISAカード・全日空沖縄キャンペーン・ DoCoMo北海道 etc...

- Oh!Be（大羽義光／オオバ ヨシミツ）

東京生まれ。母親はシャンソン歌手（桐朋学園声楽学科）、叔父は賛美歌の作曲家。幼少の頃から音楽の中で育つ。中学生の頃、バンド活動を始め、いくつものバンドを渡り歩く傍ら作曲を開始。ギター・ベースなど楽器をこなす中、シンセサイザーに興味を持ち、コルグMS20などのアナログシンセサイザーに触れ出す。15歳を皮切りに音楽制作にのめり込み、当時のテクノポップを自身のスタイルに取り入れる。同時期にウルトラボックス、 デペッシュ・モードなどに影響を受ける。
1982年、筒美京平と出会い、自身の将来を決断、作曲家としての道を歩き始める。筒美のスタッフとして、デモテープ制作を手伝う傍ら、田辺エージェンシーに出入りし、積極的に自作曲を売り込む。同時期に音楽業界のシステム・流れなどを学び、後の活動に生かし1985年にニューヨークへ渡航。CM音楽のレコーディング・スタイルを学び1986年帰国。長渕剛・CHAGE and ASKAの音楽プロデューサー・山里剛にデモテープが認められ、中川勝彦の楽曲のデモテープ制作に参加。その時の曲が作家デビューとなる。その後吉田建より沢田研二のアルバム曲のオファー、麻田華子や渡辺プロダクションの所属歌手の楽曲制作を行う（当時20歳）。
日音の村上司と出会い、1989年、TBSテレビ「俺たちの時代」主題歌、「Try Again」を含む黒沢光義の楽曲を手掛け、アルバムの大半を井上日徳と共にプロデュース。荻野目洋子、金子美香、相楽晴子、鈴木トオル等に楽曲提供。その後、自らのマネージメント会社・有限会社CUEを起業。企業CMプロデュース、群馬テレビ開局25周年時代劇ドラマの音楽を担当。日音と共に新人開発チームを創り、加藤紀子などを発掘。続いて筒美の作る制作ユニットSillcon Grooveに参加、JA-JAなどに楽曲提供。 この頃ブラックミュージックに興味を持ち、オーストラリアに渡りレゲエ・バンドを組み活動。 滞在中に現地テレビ局のプライムテレビ・NRテレビのCM音楽を手がけ、1994年に帰国。Achilles DamigosとFace 2 fAKEを結成、現在に至る。

< 代表作品 >
アーティスト
- 沢田研二 むくわれない水曜日 /作曲
- 黒沢光義 Try Again、その他全般/ 作曲
- 荻野目洋子 素直な恋、待ちきれない瞳、MOONLIGHT BLUE、/ 作曲
- 金子美香 君は知らない / 作曲
- 堀川亮 きみは素敵なモーター・ドルフィン / 作曲
- 鈴木トオル 最後の女王 / 作曲
- JA-JA 風の歌を聴け / 作曲
- 麻田華子 H.S、1人でいいもん/ 作曲
- SPLASHROUGH&TOUGH / 作曲
- 相楽晴子 ある愛の報告 / 作曲

TVドラマ・CM・サウンドトラック
- 群馬テレビ開局25周年時代劇ドラマ
- オーストラリア・プライムTV CM

## Face 2 fAKE 主なサウンドプロデュース・作曲・編曲
- EXILE
  - 『Your eyes only〜曖昧なぼくの輪郭〜』
  - 『Style』
  - 『Song for you』
  - 『Heat Beats』
  - 『across』
  - 『それが僕だから』
- KinKi Kids
  - 『ボーダーライン』
  - 『ナンとかしましょう』
  - 『LOVESICK』
- 堂本光一
  - 『MY TRUTH』
- 堂本剛
  - 『LOVExxx』
- 島谷ひとみ
  - 『やさしいキスの見つけ方』
  - 『Thinking of you』
  - 『明日と今日のあいだ』
- Skoop On Somebody
  - 『sha la la』
  - 『a tomorrowsong』
  - 『around the world』
  - 『ORGEL』
- SMAP
  - 『Peace!』
  - 『Let It Be』
  - 『Fool On The Hill』
  - 『俺様クレイジーマン』
- ジャニーズJr.
  - 『あまいアマイ夜』
- JiN
  - 『抱きしめられない自由』
  - 『More Than Words』
- Da-iCE
  - 『FUNTASISTA』
- RAM
  - 『逢いたくて逢いたくて逢いたくて』
- 伊藤奈央 in FIX
  - 『KAZEの詩』
  - 『アオイトリノヨウニ』
  - 『GO-ROUND』
- 大阪パフォーマンスドール
  - 『Shiny Days』
- ナディア・ギフォード
  - 『ウインターメモリーズ』
- 高橋里奈
  - 『Neofilia 』
  - 『桜の果て 』
  - 『最後の夏』
  - 『AQUAPLANET』
- Chieri
  - 『Do You Love Me? 』
  - 『流星』
  - 『TSUBASA』
- 尾藤桃子
  - 『Feva da Diva 〜誘惑の太陽〜』
  - 『NO MORE』
- 小日向しえ
  - 『愛の過食症 』
  - 『ウルフナアタシ』
  - 『現代』
  - 『ひとりきり』
  - 『プラム』
  - 『ARIKIRI』
- 郷ひろみ
  - 『Jealous Guy』
  - 『MAGMA』
- JENNIFER
  - 『FALL IN LOVE…WITH ME』
- 今井翼
  - 『SLAVE OF LOVE』
- Full Of Harmony
  - 『SNOW BALLAD』
- 河辺千恵子
  - 『Shining!』
  - 『quiet riot』
  - 『Pink!Pink!Pink!』
- 沢田美紀
  - 『いつか赤いチューリップ』
- Missing Link
  - 『START ME @ STARTING LOVE - 月面兎兵器ミーナ 』
- BoA
  - 『Searching for truth』
  - 『LOVE & HONESTY』
- 高橋克典
  - 『熱くなれ!』
- 椿
  - 『Hands』
  - 『あなたがいるだけで』
  - 『Sea of love』
  - 『cotton voice～かわらないもの～』
  - 『eyes』
  - 『love』
  - 『Cross My Heart』
  - 『ヒトヒラのjealousy』
  - 『ヒカリ feat.TAKE (Skoop On Somebody)』
  - 『little wing』
  - 『OFF～あの場所へ～』
- V6
  - 『MY DAYS』
- 嵐
  - 『15th Moon』
- AAA
  - 『出逢いのチカラ』
  - 『最強Babe』
- John-Hoon
  - 『Song 4 U』
- Angelique
  - 『蕾 tubomi』
  - 『好きなのに…』
- Boyz II Men
  - 『Song for you』
- Tia
  - 『バースデーイヴ』
- NOZOMU
  - 『STAY～僕の憂鬱～』
  - 『JUST FOR TONIGHT』
  - 『REGRET』
- 宇都宮隆
  - 『愛しい人』
  - 『regrets』
  - 『sitting in the surset』
- Foxxi misQ
  - 『Tha F.Q's Style -feat.JiN-』
  - 『ULTIMATE GIRLS』
  - 『Lesson』
  - 『A-L-I-V-E』
  - 『A Taste Of Honey』
  - 『Luxury ride feat.ZEEBRA』
  - 『NAKED』
  - 『X・B・F』
  - 『Saturday Trap』
  - 『Say you luv me 〜魔法のコトバ〜』
  - 『Take Control Feat.SIMON』
  - 『LAST CHRISTMAS』
  - 『I'll never know』
  - 『Delicious Circus』
  - 『Magnetic Love』
  - 『Party Booty Shake feat.Miss Monday』
- 玉木宏
  - 『君と空』
- Kanade
  - 『It's my answer』
- 佐藤竹善
  - 『潮騒通り』
- 丸山和也
  - 『浪漫-さらば昨日よ-』
- 5566
  - 『for you』
- DEEP (COLOR)
  - 『White Story』
- 夏川りみ
  - 『果てなき想い』
- 超新星
  - 『ヒカリ』
  - 『消えない恋』
  - 『J.P.〜REBONE〜』
- ♥♥♥LOVE♥♥♥
  - 『Crazy Love』
- SM☆SH
  - 『Lunatic』
  - 『MO☆TO』
- 関ジャニ∞
  - 『ツブサニコイ』
- 恵比寿マスカッツ
  - 『バナナ・マンゴー・ハイスクール』
  - 『12の34で泣いて with 涙四姉妹』
  - 『OECURA MAMBO』
  - 『私マンボー』
  - 『チヨコレイト』
  - 『かわいい甲子園』
  - 『スプリングホリデー』
  - 『口ゲンカしないで』
  - 『ハニーとラップ♪』
  - 『親不孝ベイベー』
  - 『逆走♡アイドル』
  - 『ABAYO』
  - 『霊感少女A』
  - 『ヘラクレス〜哀愁のパンサアゲイン〜』
  - 『プルカワYES』
  - 『真夜中の2時恵比寿』
- 恵比寿★マスカッツ
  - 『TOKYOセクシーナイト』
  - 『Sexy Beach Honeymoon』
  - 『いまどきチャンス』
  - 『Pressure Bomber』
  - 『バッキャロー』
  - 『コイノウタ』
  - 『Jumping Bee』
- ザ・マーガリンズ
  - 『グッバイ借金天国』
  - 『神様無しの神頼み』
  - 『桜はさくら』
  - 『五円があります様に!』
- 佐田真由美
  - 『ever after～もしもあなたがいなければ～』
- 松田弘
  - 『微笑みを君と…』
- 森友嵐士
  - 『抱きしめていたい』
- Bro.KONE
  - 『ぎりぎりじゃなくちゃ』
  - 『THE JINSEI』
- Amour MiCo
  - 『BRAND NEW ME』
  - 『I WISH』
  - 『Rainbow』
  - 『JaBoom JaBoom feat. B-Bandj』
  - 『CHAOS』
- 河内家菊水丸
  - 『本日は晴天なり』
- 土屋飛鳥
  - 『Super Sunday』
  - 『三つ星』
  - 『Brand New Day Brand New Me』
- RöE
  - 『VIOLATION』
  - 『ひみつのアッコちゃん』
  - 『ラムのラブソング』
  - 『学園天国』
  - 『私の世界』
- YU-A with Foxxi misQ
  - 『GOOD RULE』
- TEAM SHACHI
  - 『JIBUNGOTO』
- SPiCYSOL
  - 『Bell』
- Da-iCE
  - 『FUNTASISTA』[7]

その他多数

### テレビドラマ/アニメ/その他
- 『愛人の掟・あなたに逢いたくて』（2000年）
- 『できちゃった結婚』（2001年）
- 『ウェディングプランナー』（2002年）
- 『サラリーマン金太郎3』（2002年）
- 『電車男』（2005年）
- 『小早川伸木の恋』（2006年）
- 『電車男DELUXE 最後の聖戦』（2005年）
- 『ギャラリーフェイク』（2005年）
- 『ホームレス中学生』（2008年）
- 『全開ガール』（2011年）
- 『ぶっせん』（2013年）
- 『GINZA YOGA』（2017年）
- 『砂の器』（2019年）
- 『ストロベリーナイト・サーガ』（2019年）
- 『ルパンの娘』（2019年）
- 『ルパンの娘 2』（（2020年）
- 『桶狭間 OKEHAZAMA〜織田信長〜』（2021年）
- 『歴史探偵』（2021年）
- 『阪神タイガース < ARE >』（2023年）
- 『舟を編む』（2024年）[9][10]

https://magazine.fany.lol/158831/

### 映画
- 『真木栗ノ穴』（2007年）
- 『上島ジェーン ビヨンド』（2014年）
- 『手をつないでかえろうよ〜シャングリラの向こうで〜』（2016年）
- 『翔んで埼玉』（2019年）
- 『劇場版ルパンの娘』（2021年）
- 『ねこ物件』（2022年）
- 『翔んで埼玉 〜琵琶湖より愛をこめて〜』（2023年）
- 『もしも徳川家康が総理大臣になったら』（2024年）
- 『はたらく細胞』（2024年）

## 出演

### テレビ
- いま裸にしたい男たち『椎名桔平～37歳 走る 悶える 演じる』2001年12月25日放送 （NHK）
- 歌スタ!!（日本テレビ）
- 行列のできる法律相談所（日本テレビ）
- ノンストップ!（フジテレビ）

## 受賞歴
- 第43回日本アカデミー賞 優秀音楽賞 - 『翔んで埼玉』
- 第48回日本アカデミー賞 優秀音楽賞 - 『はたらく細胞』[12]